# Joaquín Irigoytía
Joaquín Andrés Irigoytía (Paraná, Argentina, 15 de agosto de 1975) es un exfutbolista argentino. Jugó de guardameta en las ligas de Argentina, España, Paraguay y México. Fue elegido el mejor portero de la Copa Mundial de Fútbol Juvenil de 1995.

## Trayectoria
Formado en las categorías inferiores de River Plate, fue el portero titular de la selección de Argentina en el Mundial Sub 20 de Catar 1995. Argentina se proclamó campeona del Mundial, ganando a España en semifinales y a Brasil en la final, e Irigoytía fue elegido el mejor portero del Mundial.
En la temporada 1997–98, en enero de 1998 fue cedido al Hércules Club de Fútbol en el mercado de invierno hasta final de temporada por 50.000 dólares y una opción de compra de 700.000 dólares. En el equipo de Alicante jugó tres partidos de liga.
Luego de su fracaso en la Liga Española, retorno a Colón, ocupó la titularidad en la valla de dicho club pero sin obtener continuidad.Tras ese nuevo traspié, decidió emigrar nuevamente hacia el Fútbol Guaraní, recalando en Cerro Porteño, donde ocupó el lugar vacío que dejó Aldo Bobadilla, logrando participar en el torneo local y en Copa Libertadores, pero sin motivo alguno aparente se fue del club a los seis meses.
Tras errantes pasos por Almagro y Lanús donde solo logró ocupar el banquillo, brindo sus últimas actuaciones para el club marplatense Aldosivi, actuaciones por cierto muy buenas que evitaron el descenso del Tiburón.
Actualmente Irigoytía se encuentra retirado del fútbol, reside en Gualeguaychú y ejerce de abogado tras licenciarse en la Universidad de Belgrano.

## Clubes
| Club          | País      | Año       |
| ------------- | --------- | --------- |
| River Plate   | Argentina | 1995-1997 |
| Hércules CF   | España    | 1998      |
| River Plate   | Argentina | 1998-1999 |
| Colón         | Argentina | 1999-2002 |
| Cerro Porteño | Paraguay  | 2003      |
| CF Cobras     | México    | 2003      |
| Almagro       | Argentina | 2004      |
| Lanús         | Argentina | 2005      |
| Aldosivi      | Argentina | 2006      |